# مک‌لین تاک!
مک‌لین‌تاک! (به انگلیسی: McLintock!) فیلم وسترن آمریکایی به کارگردانی اندرو وی. مک‌لاگلن با نقش‌آفرینی جان وین و مورین اوهارا محصول سال ۱۹۶۳ است.

## خلاصه داستان
جرج واشینگتن مک‌لین‌تاک (جان وین)، سلطان گله‌داری و مالک بخش عمده‌ای از شهری که به‌نام خود او خوانده می‌شود، از عهده اداره همسرش، کاترین (مورین اوهارا) برنیامده است. کاترین دو سال پیش جرج را ترک کرده و حالا بازگشته تا به‌طور رسمی طلاق بگیرد و دختر هفده‌ساله‌اش، بکی (استفانی پاورز)، را همراه خود ببرد. با این همه، وقتی کاترین متوجه علاقه جرج به زن بیوه‌ای به‌نام لوئیز وارن (ایوان دکارلو) می‌شود، حسادت می‌کند. از طرف دیگر، پسر لوئیز، دِولین (پاتریک وین) به بکی علاقه‌مند است و…

## بازیگران
- جان وین در نقش جرج واشینگتن مک‌لین‌تاک
- مورین اوهارا در نقش کاترین مک‌لین‌تاک
- ایوان دکارلو در نقش لوئیز وارن
- پاتریک وین در نقش دِولین وارن
- استفانی پاورز در نقش بکی مک‌لین‌تاک
- جک کروشن در نقش جک
- چیل ویلس در نقش دراگو
- ادگار بوکانان
- پری لوپز
- استراتر مارتین
- بروس کابوت
- فرانک هاگنی